# RPM Power Rangers
De RPM Power Rangers zijn een fictief team van superhelden in de televisieserie Power Rangers: RPM.
De rangers zijn een eliteteam met als taak de stad Corinth, de laatste stad op aarde, te beschermen tegen de troepen van Venjix, een computervirus dat de wereld heeft veroverd. Het team begint met drie leden, en wordt in de loop van de serie tweemaal uitgebreid naar vijf en zeven leden.

## Scott Truman
Scott Truman is Ranger Operator Series Red, ofwel de Rode Ranger. Hij houdt van snelle auto’s en heeft een negatieve houding tegenover nieuwe rekruten in zijn team totdat ze zijn vertrouwen winnen. Scott was vooral tegen de komst van Dillon bij het team.
Voordat hij een ranger werd, diende Scott al in de verdedigingstroepen van Corinth onder de codenaam Eagle 2. Hij werd vaak overschaduwd door zijn getalenteerdere broer, Marcus Truman, codenaam Eagle 1. Hun vader, Kolonel Mason Truman, wilde dat Scott vooral als helper zou optreden voor zijn broer en niet zelf ten strijde zou trekken. Tijdens een van de veldslagen om Corinth kwam Marcus om het leven. Hierop werd Scott gekozen tot de Rode Ranger.
Ondanks dat hij een ranger is, duurt het nog lange tijd voordat Scott zijn vader ervan kan overtuigen dat hij net zo goed is als zijn broer. Tevens kan hij zich niet altijd vinden in zijn vaders plannen om alleen defensief op te treden tegen Venjix. Hierom trekt hij er soms alleen op uit om Venjix te bevechten.
In de climax van de serie vecht Scott eigenhandig met Venjix. Na het gevecht wordt hij gepromoveerd tot leider van de Eagle Squadron.
Hij wordt gespeeld door Eka Darville.
Scott heeft ook een gastrol in de dubbele aflevering Clash of the Red Rangers van Power Rangers: Samurai. Hij wordt hier alleen gezien in zijn rangergedaante, en zijn stem wordt gedaan door Tobias Reiss.

## Flynn McAllistair
Flynn McAllistair is Ranger Operator Series Blue, de Blauwe Ranger. Hij spreekt met een Schots accent. Flynn doet het graag kalm aan.
Flynn wilde van kinds af aan al een held worden, gelijk aan de helden uit zijn favoriete strip. In het verleden heeft hij al heel wat baantjes gehad. Eerst werd hij agent bij Scotland Yard, maar daar werd hij ontslagen nadat hij de zoon van de burgemeester had gearresteerd (hoewel deze wel schuldig was). Vervolgens werd hij brandweerman, maar daar werd hij ontslagen nadat hij het bevel van de commandant om een brand te laten voor wat het was negeerde in de hoop de dieren en planten te redden. Als derde baan werd hij lid van een internationale hulporganisatie, en naar een Afrikaans dorp gestuurd. Toen dit dorp werd aangevallen kregen alle leden van de organisatie het bevel te vertrekken, maar Flynn weigerde dit en bleef om te helpen. Zo verloor hij ook deze baan. Uiteindelijk zat er voor Flynn niets anders op dan als monteur in zijn vaders garage te gaan werken.
Toen Venjix met zijn aanval begon, waagde Flynn zijn leven om met een schoolbus een grote groep vluchtelingen veilig naar Corinth te brengen. Vooral Kolonel Truman was hier dermate van onder de indruk, dat hij Flynn uitkoos tot Blauwe Ranger.
Door zijn ervaring als monteur is Flynn een goede aanwinst voor het team. Zo kon hij de Road Attack Zord voltooien, die tot dusver onbruikbaar was. In de climax van de serie dient Flynn vooral als strateeg van het team. Zo helpt hij Tenaya om zich tegen Venjix te keren. Na de strijd met Venjix begint hij met zijn vader een winkel voor het oprichten van een nieuw computernetwerk voor Corinth.
Hij wordt gespeeld door Ari Boyland.

## Summer Landsdown
Summer Landsdown is de Ranger Operator Series Yellow, de Gele Ranger. Ze is een ervaren vechter, maar heeft een zachtaardige persoonlijkheid. Ze is ook erg ervaren met het besturen van motorfietsen.
Summer was voor de oorlog met Venjix de dochter van een rijk echtpaar, en de enige erfgename van hun fortuin. Dit maakte haar erg verwaand. Tijdens de eerste aanval van Venjix lieten haar vrienden en dienaren haar in de steek. Uiteindelijk haalde ze het tot Corinth dankzij haar butler. Een jaar voor aanvang van de serie vocht ze al mee in de eerste veldslag om Corinth. Ze vond de gewonde Scott, en hielp hem terug te keren naar Corinth. Deze ervaringen maakten haar tot wat ze nu is.
Later in de serie blijkt dat de ouders van Summer hun fortuin helemaal hadden verloren en dus hadden ze geen cent meer. Summer moest van haar ouders trouwen met een jongeman uit een zeer rijk gezin om zo weer geld te verkrijgen voor haar toekomst. Het huwelijk werd verstoord door Tenaya 7 en op dat moment zagen de ouders in dat geld niet belangrijk voor haar was en dat ze liever als Power Ranger mensen hielp. Daarom werd het huwelijk afgeblazen. De zwarte diamant die ze had gekregen op een verjaardag van haar, bleek een sleutelrol in het huwelijk te spelen en Tanaya 7 wilde de diamant hebben om het schild van Corinth te vernietigen. Die diamant heeft Summer nog steeds.
Het lijkt erop dat ze verliefd is geworden op Dillon gedurende de serie. Deze liefde bleek wederzijds, Dillon is ook verliefd op Summer geworden. Hoe deze relatie zich na de gebeurtenissen uit de serie verder ontwikkelt is niet bekend.
Ze wordt gespeeld door Rose McIver.

## Ziggy Grover
Ziggy Grover is Ranger Operator Series Green, de Groene Ranger. Hij is doorgaans onhandig en houdt niet van vechten. Desondanks heeft hij een goed hart.
Voordat hij een Ranger werd, was Ziggy een helper van Fresno Bob, de baas van een misdaadkartel genaamd Scorpion. Door zijn onhandigheid kon hij geen enkele opdracht van Bob goed uitvoeren, maar bleef toch voor hem werken om zo geld te verdienen voor een weeshuis voor zieke kinderen. Op een dag moest hij een truck met onbekende lading naar een andere bestemming brengen. Ziggy ontdekte al snel dat de lading bestond uit medische voorraden ter waarde van vijf miljoen dollar, en schonk dit aan het weeshuis in plaats van het naar zijn plek van bestemming te brengen. Daarna vluchtte hij weg uit Corinth, tot hij Dillon ontmoette en samen met hem terugkeerde. Sindsdien is Ziggy het doelwit van verschillende criminelen.
Ziggy werd per ongeluk de Groene Ranger. Toen hij de morpher van de Groene Ranger moest vervoeren werd hij aangevallen door Tenaya 7. Om de morpher veilig te stellen deed hij hem om. Hierbij werd de morpher afgesteld op zijn DNA code, en kon voortaan alleen hij hem nog gebruiken.
Ziggy’s verleden met de Scorpion blijft hem in de serie lange tijd achtervolgen. Uiteindelijk is hij gedwongen om Fresno Bob onder ogen te komen. Hij redt bij deze ontmoeting Bobs leven wanneer Tanaya1 5 hen aanvalt, waarna Bob hem zijn schulden kwijtscheldt.
In de serie ontwikkelt Ziggy een relatie met Dr. K. In de climax worden ze door Venjix gevangen, maar door Ziggy kunnen ze ontsnappen. Na afloop van de serie openen ze allebei een school.
Hij wordt gespeeld door Milo Cawthorne.

## Dillon
Dillon is Ranger Operator Series Black, de Zwarte Ranger. Hij is een eenling die vrijwel niemand vertrouwt. Desondanks helpt hij wel de andere Rangers Corinth te beschermen.
Dillon is omgeven door mysteries. Bij aanvang van de serie zwierf hij rond in het verwoeste landschap buiten Corinth zonder enige herinneringen aan zijn verleden. Hij vond Ziggy, en nam hem mee naar Corinth. Hier bleek Dillon Venjix-technologie in zijn lichaam te hebben, en werd daarom meteen gearresteerd. Door deze technologie bleek hij echter over enkele bovenmenselijke eigenschappen te beschikken, die hem de perfecte kandidaat maakten voor de Zwarte Ranger. Hoewel Dillon eerst twijfelde, stemde hij uiteindelijk toe de Zwarte Ranger te worden.
Tussen gevechten door is Dillon nog altijd op zoek naar aanwijzingen over zijn verleden. Ook probeert hij een manier te vinden om zich te ontdoen van de Venjix-technologie, welke zijn lichaam langzaam geheel over dreigt te nemen. Halverwege de serie wordt hij al een keer door de Venjix-technologie krankzinnig, mede door toedoen van Tanaya 7. Hij probeerde toen Corinth te vernietigen. Dit was vroegtijdig voorkomen door Dr. K. toen ze "Venjix base code" invoerde en ze zei daarop tegen de Rangers dat Venjix van haar kwam, dit was een grote schok voor hun.
Dillon heeft een jongere zus, die hij in de serie terug probeert te vinden. Uiteindelijk blijkt zij Tenaya 7 te zijn. Tenaya 7 is daardoor toen zij zich dat realiseerde overgestapt naar de kant van de rangers.
In de climax van de serie veranderd Dylon net als veel andere mensen die met Venjix-technologie zijn geïnfecteerd in een handlanger van Venjix. Hij kan zich met grote moeite lang genoeg tegen het virus verzetten tot hij het tegengif dat Dr. K. heeft ontworpen in weet te nemen. Met ditzelfde tegengif maakt hij ook Tenaya 7 weer normaal.
Na afloop van de serie vertrekt hij samen met Tenaya en Summer om buiten Corinth een nieuwe beschaving op te helpen bouwen.
Hij wordt gespeeld door Dan Ewing.

## Gem en Gemma
Gem is de Gouden Ranger, en zijn tweelingzus Gemma de Zilveren Ranger. De twee waren net als Dr. K opgevoed in het gebouw van het Alphabet Soup-programma, en mochten net als zij dit gebouw nooit verlaten. Ze werkten samen met Dr. K aan de rangertechnologie. Toen de drie ontdekten dat ze al die tijd aan het lijntje werden gehouden door hun opdrachtgevers bij Alphabet Soup, beraamden ze een ontsnappingsplan. Hiervoor maakte Dr. K. het Venjixvirus.
Toen Venjix de wereld overnam, wilden de officals van Alphabet Soup Dr. K de mond snoeren daar niemand mocht weten waar Venjix vandaan kwam. Dankzij Gem en Gemma kon Dr. K ontsnappen met de rangertechnologie. Zelf bleven ze achter in het gebouw om de gouden en zilveren rangertechnologie op te halen. Nadien had Dr. K. niets meer van ze vernomen, en dacht dat ze waren omgekomen.
Later in de serie blijkt echter dat de twee hadden kunnen ontsnappen met de gouden en zilveren rangertechnologie. Ze duiken onverwacht op in Omega City wanneer de andere Rangers daarheen gaan om meer te leren over Dillon's verleden. Dankzij hen kunnen de Rangers ontkomen en terugkeren naar Corinth. Gem en Gemma hebben tussen het moment dat ze uit het gebouw van Alphabet Soup ontsnapten en het moment dat ze rangers werden, een tijd gevangengezeten in een werkkamp van Venjix.
Gem en Gemma hebben een heel andere kijk op het bevechten van Venjix dan de andere rangers. Daar waar de andere rangers meestal kiezen voor het verdedigen van Corinth, houden Gem en Gemma meer van een offensieve aanpak. Bovendien trekken ze vaak ten strijde zonder vooraf na de denken. Hierdoor staan ze in eerste instantie niet op goede voet met de rest van het team. Pas nadat de twee door hun gebrek aan planning in een hinderlaag van Venjix lopen, realiseren ze het belang van teamwerk.
Na afloop van de serie worden de twee rekruten van Scott’s Eagle Squadron
De twee worden gespeeld door respectievelijk Mike Ginn en Li Ming Hu.